# Juventus Football Club 2025-2026
Questa voce raccoglie le informazioni riguardanti la Juventus Football Club nelle competizioni ufficiali della stagione 2025-2026.

## Stagione
La stagione 2025-2026 riparte con Igor Tudor in panchina. Una novità a livello dirigenziale è rappresentata dalla nomina di François Modesto come nuovo direttore tecnico.

## Divise e sponsor
Il fornitore tecnico per la stagione 2025-2026 è adidas. Per quanto riguarda gli sponsor ufficiali, c'è la presenza congiunta dei main sponsor Jeep e Visit Detroit per le competizioni nazionali, e del solo front sponsor Jeep per quelle internazionali; sono inoltre presenti il back sponsor Cygames, lo sleeve sponsor WhiteBIT e il training kit sponsor Allianz.
| Casa | Trasferta |

Per i portieri sono disponibili quattro divise in varianti nero, giallo, rosso e azzurro.
| 3ª portiere |

## Organigramma societario
AREA AMMINISTRATIVA
Organi di amministrazione e controllo
- Presidente onorario: carica vacante

Consiglio di amministrazione
- Chairman: Gianluca Ferrero
- Chief Executive Officer: Maurizio Scanavino
- Amministratore indipendenti: Laura Cappiello, Fioranna Vittoria Negri
- Amministratore: Diego Pistone

Collegio sindacale
- Presidente: Roberto Spada
- Sindaci effettivi: Maria Luisa Mosconi, Roberto Petrignani

Leadership Team
- Chief Executive Officer: Maurizio Scanavino
- Chief Marketing & Communications Officer: Mike Armstrong
- Chief People, Culture & Sustainability Officer: Greta Bodino
- Chief Corporate & Financial Officer: Stefano Cerrato

AREA TECNICA
Staff dell'area sportiva
- Direttore generale: Damien Comolli
- Director of Football Strategy: Giorgio Chiellini
- Direttore tecnico: François Modesto
- Football Teams Staff Coordination Manager: Gianluca Pessotto

Staff dell'area tecnica
- Allenatore: Igor Tudor
- Allenatore in seconda: Ivan Javorčić
- Preparatore dei portieri: Tomislav Rogić
- Preparatore atletico: Andrea Pertusio
- Match Analyst: Riccardo Scirea

## Rosa
Rosa e numerazione aggiornate al 20 agosto 2025.
| N. |                        | Ruolo | Calciatore                  |
| -- | ---------------------- | ----- | --------------------------- |
| 1  | Italia (bandiera)      | P     | Mattia Perin                |
| 3  | Brasile (bandiera)     | D     | Bremer                      |
| 4  | Italia (bandiera)      | D     | Federico Gatti              |
| 5  | Italia (bandiera)      | C     | Manuel Locatelli (capitano) |
| 6  | Inghilterra (bandiera) | D     | Lloyd Kelly                 |
| 7  | Portogallo (bandiera)  | A     | Francisco Conceição         |
| 8  | Paesi Bassi (bandiera) | C     | Teun Koopmeiners            |
| 9  | Serbia (bandiera)      | A     | Dušan Vlahović              |
| 10 | Turchia (bandiera)     | A     | Kenan Yıldız                |
| 11 | Argentina (bandiera)   | A     | Nicolás González            |
| 12 | Brasile (bandiera)     | C     | Arthur                      |
| 14 | Polonia (bandiera)     | A     | Arkadiusz Milik             |
| 15 | Francia (bandiera)     | D     | Pierre Kalulu               |
| 16 | Italia (bandiera)      | P     | Michele Di Gregorio         |
| 17 | Montenegro (bandiera)  | C     | Vasilije Adžić              |

| N. |                        | Ruolo | Calciatore       |
| -- | ---------------------- | ----- | ---------------- |
| 18 | Serbia (bandiera)      | C     | Filip Kostić     |
| 19 | Francia (bandiera)     | C     | Khéphren Thuram  |
| 21 | Italia (bandiera)      | C     | Fabio Miretti    |
| 22 | Stati Uniti (bandiera) | C     | Weston McKennie  |
| 23 | Italia (bandiera)      | P     | Carlo Pinsoglio  |
| 24 | Italia (bandiera)      | D     | Daniele Rugani   |
| 25 | Portogallo (bandiera)  | D     | João Mário       |
| 26 | Brasile (bandiera)     | C     | Douglas Luiz     |
| 27 | Italia (bandiera)      | D     | Andrea Cambiaso  |
| 30 | Canada (bandiera)      | A     | Jonathan David   |
| 32 | Colombia (bandiera)    | D     | Juan David Cabal |
| 33 | Portogallo (bandiera)  | D     | Tiago Djaló      |
| 37 | Italia (bandiera)      | D     | Nicolò Savona    |
| 40 | Svezia (bandiera)      | D     | Jonas Rouhi      |

## Calciomercato

### Sessione estiva(dal 1/7 al 1/9)
| Acquisti         | Acquisti            | Acquisti      | Acquisti                                                                                   |
| R.               | Nome                | da            | Modalità                                                                                   |
| ---------------- | ------------------- | ------------- | ------------------------------------------------------------------------------------------ |
| D                | Tiago Djaló         | Porto         | fine prestito                                                                              |
| D                | João Mário          | Porto         | definitivo (11,4 milioni € + 1,2 milioni € oneri accessori)                                |
| C                | Arthur              | Girona        | fine prestito                                                                              |
| C                | Fabio Miretti       | Genoa         | fine prestito                                                                              |
| A                | Francisco Conceição | Porto         | definitivo (30,4 milioni € + 1,6 milioni € oneri accessori)                                |
| A                | Jonathan David      | Lilla         | svincolato                                                                                 |
| Altre operazioni |                     |               |                                                                                            |
| R.               | Nome                | da            | Modalità                                                                                   |
| P                | Michele Di Gregorio | Monza         | obbligo di riscatto (13,5 milioni € + 0,8 milioni € oneri accessori + 2 milioni € bonus)   |
| D                | Mattia De Sciglio   | Empoli        | fine prestito                                                                              |
| D                | Facundo González    | Feyenoord     | fine prestito                                                                              |
| D                | Pierre Kalulu       | Milan         | obbligo di riscatto (14,3 milioni € + 0,3 milioni € oneri accessori + 3 milioni € bonus)   |
| D                | Lloyd Kelly         | Newcastle Utd | obbligo di riscatto (14,5 milioni € + 2,7 milioni € oneri accessori + 6,5 milioni € bonus) |
| D                | Lorenzo Villa       | Pineto        | riscattato                                                                                 |
| C                | Joseph Nonge        | Servette      | fine prestito                                                                              |
| C                | Nikola Sekulov      | Sampdoria     | fine prestito                                                                              |
| A                | Nicolás González    | Fiorentina    | obbligo di riscatto (25 milioni € + 3,1 milioni € oneri accessori + 5 milioni € bonus)     |

| Cessioni         | Cessioni                | Cessioni            | Cessioni                                                                              |
| R.               | Nome                    | a                   | Modalità                                                                              |
| ---------------- | ----------------------- | ------------------- | ------------------------------------------------------------------------------------- |
| D                | Alberto Costa           | Porto               | definitivo (15 milioni € + 1 milione € bonus)                                         |
| A                | Francisco Conceição     | Porto               | fine prestito                                                                         |
| A                | Randal Kolo Muani       | Paris Saint-Germain | fine prestito                                                                         |
| A                | Samuel Mbangula         | Werder Brema        | definitivo (10 milioni € + 2 milioni € bonus)                                         |
| A                | Timothy Weah            | Olympique Marsiglia | prestito con obbligo di riscatto (1 milione € + 14,4 milioni € + 4,1 milioni € bonus) |
| Altre operazioni |                         |                     |                                                                                       |
| R.               | Nome                    | a                   | Modalità                                                                              |
| P                | Giovanni Garofani       | Carrarese           | definitivo                                                                            |
| D                | Mattia De Sciglio       |                     | svincolato                                                                            |
| D                | Tarik Muharemović       | Sassuolo            | obbligo di riscatto                                                                   |
| D                | Lorenzo Villa           | Padova              | prestito                                                                              |
| C                | Nicolò Fagioli          | Fiorentina          | obbligo di riscatto (13,5 milioni € + 2,5 milioni € bonus)                            |
| C                | Hans Nicolussi Caviglia | Venezia             | obbligo di riscatto (3,5 milioni €)                                                   |
| C                | Joseph Nonge            | Kocaelispor         | definitivo                                                                            |
| C                | Nikola Sekulov          | Sampdoria           | obbligo di riscatto (1,5 milioni €)                                                   |

## Risultati

### Serie A

#### Girone di andata
| Torino 24 agosto 2025, ore 20:45 CEST 1ª giornata | Juventus                  | – referto | Parma | Juventus Stadium\| Arbitro: \| Matteo Marcenaro (Genova) \| |
| Arbitro:                                          | Matteo Marcenaro (Genova) |           |       |                                                             |

| Genova 31 agosto 2025, ore 18:30 CEST 2ª giornata | Genoa | – referto | Juventus | Stadio Luigi Ferraris |

| Torino 13 settembre 2025, ore 18:00 CEST 3ª giornata | Juventus | – referto | Inter | Juventus Stadium |

| Verona 21 settembre 2025, ore --:-- CEST 4ª giornata | Verona | – referto | Juventus | Stadio Marcantonio Bentegodi |

| Torino 28 settembre 2025, ore --:-- CEST 5ª giornata | Juventus | – referto | Atalanta | Juventus Stadium |

| Torino 5 ottobre 2025, ore --:-- CEST 6ª giornata | Juventus | – referto | Milan | Juventus Stadium |

| Como 19 ottobre 2025, ore --:-- CEST 7ª giornata | Como | – referto | Juventus | Stadio Giuseppe Sinigaglia |

| Roma 26 ottobre 2025, ore --:-- CET 8ª giornata | Lazio | – referto | Juventus | Stadio Olimpico |

| Torino 29 ottobre 2025, ore --:-- CET 9ª giornata | Juventus | – referto | Udinese | Juventus Stadium |

| Cremona 2 novembre 2025, ore --:-- CET 10ª giornata | Cremonese | – referto | Juventus | Stadio Giovanni Zini |

| Torino 9 novembre 2025, ore --:-- CET 11ª giornata | Juventus | – referto | Torino | Juventus Stadium |

| Firenze 23 novembre 2025, ore --:-- CET 12ª giornata | Fiorentina | – referto | Juventus | Stadio Artemio Franchi |

| Torino 30 novembre 2025, ore --:-- CET 13ª giornata | Juventus | – referto | Cagliari | Juventus Stadium |

| Napoli 7 dicembre 2025, ore --:-- CET 14ª giornata | Napoli | – referto | Juventus | Stadio Diego Armando Maradona |

| Bologna 14 dicembre 2025, ore --:-- CET 15ª giornata | Bologna | – referto | Juventus | Stadio Renato Dall'Ara |

| Torino 21 dicembre 2025, ore --:-- CET 16ª giornata | Juventus | – referto | Roma | Juventus Stadium |

| Pisa 28 dicembre 2025, ore --:-- CET 17ª giornata | Pisa | – referto | Juventus | Stadio Arena Garibaldi-Romeo Anconetani |

| Torino 3 gennaio 2026, ore --:-- CET 18ª giornata | Juventus | – referto | Lecce | Juventus Stadium |

| Reggio Emilia 6 gennaio 2026, ore --:-- CET 19ª giornata | Sassuolo | – referto | Juventus | Mapei Stadium - Città del Tricolore |

#### Girone di ritorno
| Torino 11 gennaio 2026, ore --:-- CET 20ª giornata | Juventus | – referto | Cremonese | Juventus Stadium |

| Cagliari 18 gennaio 2026, ore --:-- CET 21ª giornata | Cagliari | – referto | Juventus | Unipol Domus |

| Torino 25 gennaio 2026, ore --:-- CET 22ª giornata | Juventus | – referto | Napoli | Juventus Stadium |

| Parma 1º febbraio 2026, ore --:-- CET 23ª giornata | Parma | – referto | Juventus | Stadio Ennio Tardini |

| Torino 8 febbraio 2026, ore --:-- CET 24ª giornata | Juventus | – referto | Lazio | Juventus Stadium |

| Milano 15 febbraio 2026, ore --:-- CET 25ª giornata | Inter | – referto | Juventus | Stadio Giuseppe Meazza |

| Torino 22 febbraio 2026, ore --:-- CET 26ª giornata | Juventus | – referto | Como | Juventus Stadium |

| Roma 1º marzo 2026, ore --:-- CET 27ª giornata | Roma | – referto | Juventus | Stadio Olimpico |

| Torino 8 marzo 2026, ore --:-- CET 28ª giornata | Juventus | – referto | Pisa | Juventus Stadium |

| Udine 15 marzo 2026, ore --:-- CET 29ª giornata | Udinese | – referto | Juventus | Stadio Friuli |

| Torino 22 marzo 2026, ore --:-- CET 30ª giornata | Juventus | – referto | Sassuolo | Juventus Stadium |

| Torino 4 aprile 2026, ore --:-- CEST 31ª giornata | Juventus | – referto | Genoa | Juventus Stadium |

| Bergamo 12 aprile 2026, ore --:-- CEST 32ª giornata | Atalanta | – referto | Juventus | Stadio Atleti Azzurri d'Italia |

| Torino 19 aprile 2026, ore --:-- CEST 33ª giornata | Juventus | – referto | Bologna | Juventus Stadium |

| Milano 26 aprile 2026, ore --:-- CEST 34ª giornata | Milan | – referto | Juventus | Stadio Giuseppe Meazza |

| Torino 3 maggio 2026, ore --:-- CEST 35ª giornata | Juventus | – referto | Verona | Juventus Stadium |

| Lecce 10 maggio 2026, ore --:-- CEST 36ª giornata | Lecce | – referto | Juventus | Stadio Via del mare |

| Torino 17 maggio 2026, ore --:-- CEST 37ª giornata | Juventus | – referto | Fiorentina | Juventus Stadium |

| Torino 24 maggio 2026, ore --:-- CEST 38ª giornata | Torino | – referto | Juventus | Stadio Olimpico Grande Torino |

### Coppa Italia

#### Fase finale
| Torino 3-17 dicembre 2025, ore --:-- CET Ottavi di finale | Juventus | – | Vincente incontro 23 | Juventus Stadium |

### UEFA Champions League

#### Fase campionato
| 16-17-18 settembre 2025, ore --:-- CEST 1ª giornata |  | – |  |  |

| 30 settembre-1º ottobre 2025, ore --:-- CEST 2ª giornata |  | – |  |  |

| 21-22 ottobre 2025, ore --:-- CEST 3ª giornata |  | – |  |  |

| 4-5 novembre 2025, ore --:-- CET 4ª giornata |  | – |  |  |

| 25-26 novembre 2025, ore --:-- CET 5ª giornata |  | – |  |  |

| 9-10 dicembre 2025, ore --:-- CET 6ª giornata |  | – |  |  |

| 20-21 gennaio 2026, ore --:-- CET 7ª giornata |  | – |  |  |

| 28 gennaio 2026, ore --:-- CET 8ª giornata |  | – |  |  |

## Statistiche

### Statistiche di squadra
Statistiche aggiornate al 1° luglio 2025.
| Competizione          | Punti | In casa | In casa | In casa | In casa | In casa | In casa | In trasferta | In trasferta | In trasferta | In trasferta | In trasferta | In trasferta | Totale | Totale | Totale | Totale | Totale | Totale | D.R. |
| Competizione          | Punti | G       | V       | N       | P       | Gf      | Gs      | G            | V            | N            | P            | Gf           | Gs           | G      | V      | N      | P      | Gf     | Gs     | D.R. |
| --------------------- | ----- | ------- | ------- | ------- | ------- | ------- | ------- | ------------ | ------------ | ------------ | ------------ | ------------ | ------------ | ------ | ------ | ------ | ------ | ------ | ------ | ---- |
| Serie A               | -     | -       | -       | -       | -       | -       | -       | -            | -            | -            | -            | -            | -            | -      | -      | -      | -      | -      | -      | -    |
| Coppa Italia          | -     | -       | -       | -       | -       | -       | -       | -            | -            | -            | -            | -            | -            | -      | -      | -      | -      | -      | -      | -    |
| UEFA Champions League | -     | -       | -       | -       | -       | -       | -       | -            | -            | -            | -            | -            | -            | -      | -      | -      | -      | -      | -      | -    |
| Totale                | -     | -       | -       | -       | -       | -       | -       | -            | -            | -            | -            | -            | -            | -      | -      | -      | -      | -      | -      | -    |

### Andamento in campionato
| Giornata  | 1 | 2 | 3 | 4 | 5 | 6 | 7 | 8 | 9 | 10 | 11 | 12 | 13 | 14 | 15 | 16 | 17 | 18 | 19 | 20 | 21 | 22 | 23 | 24 | 25 | 26 | 27 | 28 | 29 | 30 | 31 | 32 | 33 | 34 | 35 | 36 | 37 | 38 |
| --------- | - | - | - | - | - | - | - | - | - | -- | -- | -- | -- | -- | -- | -- | -- | -- | -- | -- | -- | -- | -- | -- | -- | -- | -- | -- | -- | -- | -- | -- | -- | -- | -- | -- | -- | -- |
| Luogo     | C | T | C | T | C | C | T | T | C | T  | C  | T  | C  | T  | T  | C  | T  | C  | T  | C  | T  | C  | T  | C  | T  | C  | T  | C  | T  | C  | C  | T  | C  | T  | C  | T  | C  | T  |
| Risultato |   |   |   |   |   |   |   |   |   |    |    |    |    |    |    |    |    |    |    |    |    |    |    |    |    |    |    |    |    |    |    |    |    |    |    |    |    |    |
| Posizione |   |   |   |   |   |   |   |   |   |    |    |    |    |    |    |    |    |    |    |    |    |    |    |    |    |    |    |    |    |    |    |    |    |    |    |    |    |    |

Fonte:  Serie A – Classifica, su legaseriea.it.
Legenda:

Luogo: C = Casa; T = Trasferta. Risultato: V = Vittoria; N = Pareggio; P = Sconfitta.

### Statistiche dei giocatori
| Giocatore      | Serie A  | Serie A | Serie A     | Serie A    | Coppa Italia | Coppa Italia | Coppa Italia | Coppa Italia | UEFA Champions League | UEFA Champions League | UEFA Champions League | UEFA Champions League | Totale   | Totale | Totale      | Totale     |
| Giocatore      | Presenze | Reti    | Ammonizioni | Espulsioni | Presenze     | Reti         | Ammonizioni  | Espulsioni   | Presenze              | Reti                  | Ammonizioni           | Espulsioni            | Presenze | Reti   | Ammonizioni | Espulsioni |
| -------------- | -------- | ------- | ----------- | ---------- | ------------ | ------------ | ------------ | ------------ | --------------------- | --------------------- | --------------------- | --------------------- | -------- | ------ | ----------- | ---------- |
| V. Adžić       | 0        | 0       | 0           | 0          | 0            | 0            | 0            | 0            | 0                     | 0                     | 0                     | 0                     | 0        | 0      | 0           | 0          |
| Arthur         | 0        | 0       | 0           | 0          | 0            | 0            | 0            | 0            | 0                     | 0                     | 0                     | 0                     | 0        | 0      | 0           | 0          |
| Bremer         | 0        | 0       | 0           | 0          | 0            | 0            | 0            | 0            | 0                     | 0                     | 0                     | 0                     | 0        | 0      | 0           | 0          |
| J. Cabal       | 0        | 0       | 0           | 0          | 0            | 0            | 0            | 0            | 0                     | 0                     | 0                     | 0                     | 0        | 0      | 0           | 0          |
| A. Cambiaso    | 0        | 0       | 0           | 0          | 0            | 0            | 0            | 0            | 0                     | 0                     | 0                     | 0                     | 0        | 0      | 0           | 0          |
| F. Conceição   | 0        | 0       | 0           | 0          | 0            | 0            | 0            | 0            | 0                     | 0                     | 0                     | 0                     | 0        | 0      | 0           | 0          |
| J. David       | 0        | 0       | 0           | 0          | 0            | 0            | 0            | 0            | 0                     | 0                     | 0                     | 0                     | 0        | 0      | 0           | 0          |
| M. Di Gregorio | 0        | 0       | 0           | 0          | 0            | 0            | 0            | 0            | 0                     | 0                     | 0                     | 0                     | 0        | 0      | 0           | 0          |
| T. Djaló       | 0        | 0       | 0           | 0          | 0            | 0            | 0            | 0            | 0                     | 0                     | 0                     | 0                     | 0        | 0      | 0           | 0          |
| F. Gatti       | 0        | 0       | 0           | 0          | 0            | 0            | 0            | 0            | 0                     | 0                     | 0                     | 0                     | 0        | 0      | 0           | 0          |
| N. González    | 0        | 0       | 0           | 0          | 0            | 0            | 0            | 0            | 0                     | 0                     | 0                     | 0                     | 0        | 0      | 0           | 0          |
| P. Kalulu      | 0        | 0       | 0           | 0          | 0            | 0            | 0            | 0            | 0                     | 0                     | 0                     | 0                     | 0        | 0      | 0           | 0          |
| L. Kelly       | 0        | 0       | 0           | 0          | 0            | 0            | 0            | 0            | 0                     | 0                     | 0                     | 0                     | 0        | 0      | 0           | 0          |
| T. Koopmeiners | 0        | 0       | 0           | 0          | 0            | 0            | 0            | 0            | 0                     | 0                     | 0                     | 0                     | 0        | 0      | 0           | 0          |
| F. Kostić      | 0        | 0       | 0           | 0          | 0            | 0            | 0            | 0            | 0                     | 0                     | 0                     | 0                     | 0        | 0      | 0           | 0          |
| M. Locatelli   | 0        | 0       | 0           | 0          | 0            | 0            | 0            | 0            | 0                     | 0                     | 0                     | 0                     | 0        | 0      | 0           | 0          |
| Douglas Luiz   | 0        | 0       | 0           | 0          | 0            | 0            | 0            | 0            | 0                     | 0                     | 0                     | 0                     | 0        | 0      | 0           | 0          |
| J. Mário       | 0        | 0       | 0           | 0          | 0            | 0            | 0            | 0            | 0                     | 0                     | 0                     | 0                     | 0        | 0      | 0           | 0          |
| W. McKennie    | 0        | 0       | 0           | 0          | 0            | 0            | 0            | 0            | 0                     | 0                     | 0                     | 0                     | 0        | 0      | 0           | 0          |
| A. Milik       | 0        | 0       | 0           | 0          | 0            | 0            | 0            | 0            | 0                     | 0                     | 0                     | 0                     | 0        | 0      | 0           | 0          |
| F. Miretti     | 0        | 0       | 0           | 0          | 0            | 0            | 0            | 0            | 0                     | 0                     | 0                     | 0                     | 0        | 0      | 0           | 0          |
| M. Perin       | 0        | 0       | 0           | 0          | 0            | 0            | 0            | 0            | 0                     | 0                     | 0                     | 0                     | 0        | 0      | 0           | 0          |
| C. Pinsoglio   | 0        | 0       | 0           | 0          | 0            | 0            | 0            | 0            | 0                     | 0                     | 0                     | 0                     | 0        | 0      | 0           | 0          |
| J. Rouhi       | 0        | 0       | 0           | 0          | 0            | 0            | 0            | 0            | 0                     | 0                     | 0                     | 0                     | 0        | 0      | 0           | 0          |
| D. Rugani      | 0        | 0       | 0           | 0          | 0            | 0            | 0            | 0            | 0                     | 0                     | 0                     | 0                     | 0        | 0      | 0           | 0          |
| N. Savona      | 0        | 0       | 0           | 0          | 0            | 0            | 0            | 0            | 0                     | 0                     | 0                     | 0                     | 0        | 0      | 0           | 0          |
| K. Thuram      | 0        | 0       | 0           | 0          | 0            | 0            | 0            | 0            | 0                     | 0                     | 0                     | 0                     | 0        | 0      | 0           | 0          |
| D. Vlahović    | 0        | 0       | 0           | 0          | 0            | 0            | 0            | 0            | 0                     | 0                     | 0                     | 0                     | 0        | 0      | 0           | 0          |
| K. Yıldız      | 0        | 0       | 0           | 0          | 0            | 0            | 0            | 0            | 0                     | 0                     | 0                     | 0                     | 0        | 0      | 0           | 0          |

## Giovanili

### Organigramma
Area sportiva
- Scouting Director: Stefano Stefanelli
- Head of U20: Massimiliano Scaglia
- Youth Football Director: Michele Sbravati
- Technical Advisor U19s to U14s: Corrado Grabbi

Juventus Academy
- Team Leader: Andrea Vaccarono
- Technical Coordinator: Diego Salvamano
- Technical Specialist: Giuseppe Cedro
- U6s to U13s Organizational Coordinator: Manuel Ravelli
- Technical Area: Alessio Gibin, Ruben Renna, Mirco Vinai, Dario Dileo
- Goalkeeper Specialist: Francesco Barone
- Piemonte Scouting: Giovanni Serao

Area tecnica
- Under 20[23]
  - Allenatore: Simone Padoin
  - Allenatore in seconda: Massimiliano Marchio
  - Allenatore in seconda: Francesco Spanò
  - Preparatori atletici: Marco Panzolini, Samuele Callegaro
  - Preparatore dei portieri: Luca Squinzani
  - Match Analyst: Alessio Varzi
- Under 16[24]
  - Allenatore: Claudio Grauso
- Under 15[24]
  - Allenatore: Roberto Benesperi